# Pero perioda
Pero perioda là một loài bướm đêm trong họ Geometridae.